# Maben
Pour le réalisateur écossais, voir Adrian Maben.
La ville américaine de Maben est située dans les comtés d’Oktibbeha et de Webster, dans l’État du Mississippi. Lors du recensement de 2010, sa population s’élevait à 871 habitants.

## Source
- (en) Cet article est partiellement ou en totalité issu de l’article de Wikipédia en anglais intitulé « Maben, Mississippi » (voir la liste des auteurs).